# Chi Gạo sấm
Chi Gạo sấm (danh pháp khoa học: Scleropyrum) là một chi thực vật thuộc họ Santalaceae s. l hay Cervantesiaceae.

## Danh sách loài
Chi này có các loài sau (tuy nhiên danh sách này có thể chưa đủ):
- Scleropyrum aurantiacum
- Scleropyrum harmandii
- Scleropyrum leptostachyum
- Scleropyrum maingayi
- Scleropyrum mekongense
- Scleropyrum moschiferum
- Scleropyrum pentandrum
- Scleropyrum ridleyi
- Scleropyrum wallichianum, (Night & Arn.) Arn.: Gạo sấm